# Уфусум
Уфусум (њем. Uphusum) општина је у њемачкој савезној држави Шлезвиг-Холштајн. Једно је од 132 општинска средишта округа Нордфризланд. Према процјени из 2010. у општини је живјело 408 становника. Посједује регионалну шифру (AGS) 1054142.

## Географски и демографски подаци
Уфусум се налази у савезној држави Шлезвиг-Холштајн у округу Нордфризланд. Општина се налази на надморској висини од 4 метра. Површина општине износи 7,1 km². У самом мјесту је, према процјени из 2010. године, живјело 408 становника. Просјечна густина становништва износи 58 становника/km².